# Veres Kálmán
Veres Kálmán (Mezőtúr, 1964. január 13. –) szobrász.

## Pályafutása
1989 és 1996 között a Magyar Képzőművészeti Főiskolán tanult.  Műveit többnyire viaszveszejtéses technikával készíti, amelyek mitológiai és bibliai témákat, valamint történelmi személyiségeket ábrázolnak. Pomázon él.

## Díjak, elismerések
- 1994: Herman Lipót-díj
- 1997: Dunaújvárosért díj

## Egyéni kiállítások
- 1993 • Kálvária-kiállítás, Magyar Képzőművészeti Főiskola, Budapest
- 1998 • Magyar Építőművészek Szövetsége, Budapest
- 2001. Dürer terem, Gyula
- 2004. WestEnd Tetőkert, Budapest
- 2005. Rodin Café Galéria, Szentendre
- 2011. Fonyód Múzeum   https://www.youtube.com/watch?v=SA2qAb_FFRA

## Válogatott csoportos kiállítások
- 1993.  Kiállítás II. Erzsébet királynő tiszteletére, Angol Nagykövetség, Budapest
- 1994.  Alföldi Tárlat, Munkácsy Mihály Múzeum, Békéscsaba
- 2000.  Expo 2000, Hannover

- 2011.  Sopronbánfalvi Ökumenikus Vallási Fesztivál, Sopronbánfalva

## Köztéri művei
- 1848-as és 1956-os emlékmű (kő és bronz, 1992, Békés)
- Hevesi József (bronz mellszobor, 1993, Heves, Zenei tagozatos Általános Iskola)
- Farkas család síremléke (bronz, 1994, Budapest, Farkasréti temető)
- Az Éden kapuja (bronzkapu, 1995, Pannonhalma, népbejáró)
- Széchenyi-Kossuth emlékmű (bronz, 1998, Dunaújváros, Városháza tér)
- Széchenyi- és Kossuth-portré (bronz, kő, 1998, Mezőberény)
- Irányi Dániel (bronz mellszobor, 1998, Békés)
- Bacchus (bronz, 1999, Budapest, XI. ker., Rétköz út)
- Sárkányölő Szent György (bronz dombormű, 1999, Kisasszond)
- Nőstényoroszlán (bronz, 1999, Budapest, Újpest, Hedon Kft.)
- Táltos (bronz, 2000, Hannover, Magyar Pavilon 2001-től Budapest, WestEnd City Center)
- Szent Rókus Díszkút (bronz és kő, 2002, Szigetvár)
- Majerik János portré (bronz és kő, 2003, Héviz)
- Szép Heléna (bronz, 2003, Budapest)
- Lélekharang-pavilon (kő és bronz, 2004, Budapest)
- Gróf Mikó Imre portré (kő és bronz, 2005, Rijeka)
- Szent Mihály (bronz és kő, 2006, Budapest)
- Őrangyal (bronz és kő, 2006, Budapest)
- Padon ülő lány (bronz és kő, 2006, Budapest)
- Griff (bronz és kő, 2007, Budapest)
- A megfeszített (bronz és fa, 2011, Sopronbánfalva)
- A négy evangélista (bronz, 2011, Sopronbánfalva)
- Isten fia (bronz és fa, 2012, Tholey, Németország)
- Dr. Szabad György mellszobra (bronz és kő, 2020, Budapest)